# Reino de Rattanakosin
El Reino de Rattanakosin, también conocido como el Reino de Siam desde 1855, se refiere al reino siamés entre 1782 y 1932. Se fundó en 1782 con la fundación de Rattanakosin (Bangkok), que sustituyó a Thonburi como capital de Siam. Este artículo abarca el período hasta la revolución siamesa de 1932.
El reino se gobernaba según el sistema mándala. Esto le otorgaba una alta autonomía local, ya que el reino ejercía influencia y gobernaba eficazmente su área de soberanía. En su apogeo, entre 1805 y 1812, el reino se componía de 25 entidades políticas, desde ducados y principados hasta federaciones y reinos. Sus regiones más extensas abarcaban los Estados Shan, el sur de Yunnan, Laos, Camboya, el norte de Malasia, el noroeste de Vietnam y Kawthaung. El reino fue fundado por Rama I, de la dinastía Chakri. La primera mitad de este período se caracterizó por la consolidación del poder siamés en el centro del Sudeste Asiático continental y estuvo marcada por disputas y guerras por la supremacía regional con las potencias rivales Birmania y Vietnam. El segundo período fue un período de enfrentamientos con las potencias coloniales de Reino Unido y Francia, durante el cual Siam siguió siendo el único estado del sudeste asiático que mantuvo su independencia.
Internamente, el reino se convirtió en un Estado nación centralizado y absolutista, con fronteras definidas por las interacciones con las potencias occidentales. Este período se caracterizó por la creciente centralización de los poderes del monarca, la abolición del control laboral, la transición a una economía agraria, la expansión del control sobre estados tributarios distantes, la creación de una identidad nacional monolítica y el surgimiento de una clase media urbana. Sin embargo, la falta de implementación de reformas democráticas culminó en la revolución siamesa de 1932 y el establecimiento de una monarquía constitucional.

## Historia

### Período temprano (1782-1855)

#### Fundación de Bangkok
Chakri gobernó bajo el nombre de Ramathibodi, aunque era conocido generalmente como el rey Rama I. Trasladó la sede real de Thonburi, en la orilla oeste del río Chao Phraya, a la orilla este, a la aldea de Bang Makok, que significa "lugar de ciruelas olivas". Esto se debió a su mejor posición estratégica para defenderse de las invasiones birmanas desde el oeste. La zona estaba protegida de los ataques por el río al oeste y por una serie de canales al norte, este y sur. La orilla este estaba rodeada de marismas bajas habitadas por los chinos, a quienes Rama I ordenó trasladar a Sampheng. La fecha oficial de la fundación de Bangkok es el 21 de abril de 1782, fecha en que se consagró el pilar de la ciudad en una ceremonia. Rama I se sometió a una coronación abreviada en 1782. Fundó la dinastía Chakri y nombró a su hermano menor, Chao Phraya Surasi, wangna o príncipe Sura Singhanat del Palacio Principal. En 1783, las murallas de Bangkok se construyeron con parte de los ladrillos extraídos de las ruinas de Ayutthaya. Trabajadores laosianos y camboyanos Se les asignó la excavación del foso de la ciudad. El Gran Palacio y el Wat Phra Kaew se completaron en 1784, y el Buda de esmeralda fue trasladado desde Wat Arun para colocarse en Wat Phra Kaew. En 1785, Rama I celebró una ceremonia de coronación completa y bautizó la nueva ciudad como "Rattanakosin", que significa "Joya de Indra". refiriéndose al Buda de esmeralda.